# Papež Gregor X.
Papež Gregor X., rojen kot Teobaldo Visconti, je bil rimski škof (papež) Rimskokatoliške cerkve, * okrog 1210 Piacenza (Emilia-Romagna, Sveto rimsko cesarstvo);  † 10. januar 1276 Arezzo (Toskana, Sveto rimsko cesarstvo).

## Življenjepis
Po smrti papeža Klemena 29. novembra 1268 v Viterbu je sedisvakanca trajala cela tri leta. V začetku decembra je začelo zasedati 18 kardinalov, med njimi 11 Italijanov. 3 so bili kardinali-škofje , 6 kardinalov-duhovnikov  in 9 kardinalov-diakonov. Najprej so se zbrali v viterbski stolnici, nato pa v škofijski palači – pa se nikakor niso mogli zediniti med seboj v najdaljših konklavah v zgodovini. Najprej so jih zaprli popolnoma v dvorano in jih stradali; o Binkoštih  1269 so že nestrpni ljudje razkrili streho. Razmere so postajale vedno bolj nevzdržne. Kak kardinal je umrl, nekaj jih je hudo zbolelo – in tako so končno pooblastili šestorico za izvolitev papeža. Slednjič so le sprejeli po nasvetu svetega Bonaventura kompromisnega kandidata. 
Za novega papeža izvoljeni Teobaldo Visconti takrat ni bil niti kardinal niti duhovnik: »Človek, ki prihaja od daleč« (»Un uomo che venne da lontano«). 

Teobald se je rodil v Piacenzi in je pripadal plemeniti mestni rodovini Visconti, ki ni bila nič v sorodu z istoimeno milansko rodovino. O njegovih starših je malo znanega; najbrž je bil oče župan Oberto Visconti, ki je bil v sorodu z uglednimi plemiškimi družinami. 

Skoraj ničesar ne vemo o njegovem otroštvu in mladosti. Viri se strinjajo v tem, da je bil blagega in mirnega značaja ter mladenič močne vere, ki je oblikovala njegov značaj. Malo je znanega tudi o njegovi kulturni vzgoji. Nedvomno je kmalu postal klerik ter nato diakon in verjetno užival nadarbino pri baziliki sv. Antonina v Piacenzi. Izročilo mu pripisuje naslov “magister”, ki je bil povezan z njegovo vlogo uglednega pravnika in sodnika v Piacenzi. Obiskoval je tudi pariško Sorbono. 
Pripadal je plemiški rodovini Viscontijev in je bil znamenit predavatelj ter arhidiakon v Lièžu. V času svoje izvolitve 1. septembra 1271 je bil zaradi neke zaobljube ravno na romanju v Sveti deželi skupaj z angleškim kraljevičem Edvardom, v sirski trdnjavi Akri. Ko je zvedel za izvolitev, je najprej še poromal na Božji grob v Jeruzalemu, nakar se je začel vračati 19. novembra; kralj Karel I. Anžujski ga je pripeljal v Italijo; 1. januarja 1272 so prispeli v Brindisi, v Viterbo 12. februarja in nato v Rim, kjer so ga 13. marca najprej posvetili za duhovnika, a ustoličili šele 27. marca 1272 v cerkvi sv. Petra; Rimljani so ga sprejeli z velikim navdušenjem, da imajo lahko po dolgem času zopet papeža v svoji sredi.   

### Lyonski vesoljni cerkveni zbor
Gregor X. je 13. aprila 1273 sklical Drugi lyonski koncil – XIV. vesoljni cerkveni zbor,  ki naj bi spet zasedal v Lyonu. Kot poglavitne naloge koncila je papež predvidel prenovo Cerkve, edinost z vzhodom in pomoč Sveti deželi. Delo 14. vesoljnega cerkvenega zbora se je začelo 7. maja 1274. Udeležencem koncila - zbralo se je okoli 300 škofov in teologov - so se junija pridružili tudi zastopniki vzhodne Cerkve in tudi bizantinski cesar Mihael VIII. Pri bogoslužju na praznik sv. Petra in Pavla so berilo in evangelij prebrali v latinskem in grškem jeziku. Po večdnevnih pogovorih je papež 6. julija slovesno razglasil edinost, ki naj bi končala razkol iz leta 1054. Vendar ta koncilski sklep ni imel trajnega učinka: duhovščina in ljudstvo v Grčiji sta se uprla cerkveni edinosti z vzklikanjem: »Raje turški turban kot papeška tiara«. Koncil je sklenil, naj se v Palestino poda nova križarska vojska. 
Izdal je nov odlok glede volitve papeža »Ubi periculum«. Najkasneje v desetih dneh po papeževi smrti se morajo v Rimu zbrati kardinali in volitve se morajo takoj začeti. Pred javnostjo se morajo zapreti v konklave, kjer ostanejo vse do izvolitve novega papeža; ta čas ne smejo imeti nikakršnih stikov z zunanjim svetom. Če volitve trajajo več kot tri dni, dobijo kardinali za kosilo in večerjo samo po eno jed, po petih dneh pa samo še kruh in vodo. Za čas volitev jim odtegnejo tudi vse dohodke. Tako stroge ukrepe so sprejeli zato, da se ne bi ponavljale tako dolge sedisvakance kot je bila po smrti Klemena IV. V glavnem je ta odlok ostal v veljavi vse do danes.

Po koncilu si je papež prizadeval za uresničitev križarskega pohoda. Udeležbo so obljubili številni plemiči. Nemčija je bila takrat brez vladarja. Papež je pozval kneze, naj čim prej izvolijo novega vladarja, nakar so skoraj enoglasno izbrali Rudolfa Habsburškega.

### Sholastika
Pod pontifikatom papeža Gregorja je sholastična filozofsko-teološka znanost dosegla enega svojih vrhuncev. Njena najvidnejša predstavnika, pomembna tudi za kasnejša obdobja, sta bila sv. Bonaventura in sv. Tomaž Akvinski. Bonaventura iz reda manjših bratov, osebni Tomažev prijatelj, ki je poleg Aristotelove filozofije upošteval tudi Platona in sv. Avguština, je napisal odličen teološki priročnik Breviloquium in vrsto komentarjev k Svetemu pismu. Sodelo¬val je na koncilu v Lyonu in si veliko prizadeval za edinost z vzhodnimi kristjani; umrl je med zasedanjem koncila julija 1274. Dominikanec Tomaž Akvinski je izdelal filozofski in teološki sistem z naslonitvijo na naravno modroslovje in Aristotela. Med njegovimi številnimi spisi je posebej zaslovela Summa theologiae, najbolj uveljavljen teološki priročnik vse do danes. Tomaž je umrl v Fossanuovi nedaleč od Rima 1274 na poti na lyonski koncil.

## Smrt in češčenje
Papež je nameraval Rudolfa kronati za cesarja, vendar je prej, 10. januarja 1276, umrl v sluhu svetosti v Arezzu, kjer so ga pokopali v tamkajšnji stolnici. Ljudstvo – zlasti verniki Arezza in Piacenze – so ga že takoj začeli častiti kot svetnika. 8. julija 1713 ga je razglasil za blaženega Klemen XI..  

### Anguinus vir
Malahijeva prerokba pravi o njem, da je Kačji mož (latinsko Anguinus vir; angleško Snaky man). Temu sledi razlaga, da je »Milančan, iz družine podplemičev (Vicecomites-Visconti), ki ima za znamenje kačo«. Ugledna starodavna milanska rodovina Visconti ima res za znamenje kačo, ki požira nagega dečka, vendar s to rodovino papež Gregor X. ni bil nič v sorodu: on je imel v grbu obzidje</ref>. Viri se ne strinjajo v tem, ali je res uporabljal grb s kačo. ; . 